# Cuatro Bancos
Cuatro Bancos är en ort i Mexiko.   Den ligger i kommunen Florencio Villarreal och delstaten Guerrero, i den södra delen av landet, 300 km söder om huvudstaden Mexico City. Cuatro Bancos ligger 12 meter över havet och antalet invånare är 734.
Terrängen runt Cuatro Bancos är platt. Runt Cuatro Bancos är det ganska glesbefolkat, med 47 invånare per kvadratkilometer. Närmaste större samhälle är Cruz Grande, 7,7 km nordost om Cuatro Bancos. Omgivningarna runt Cuatro Bancos är en mosaik av jordbruksmark och naturlig växtlighet.